# Henriod et Cie

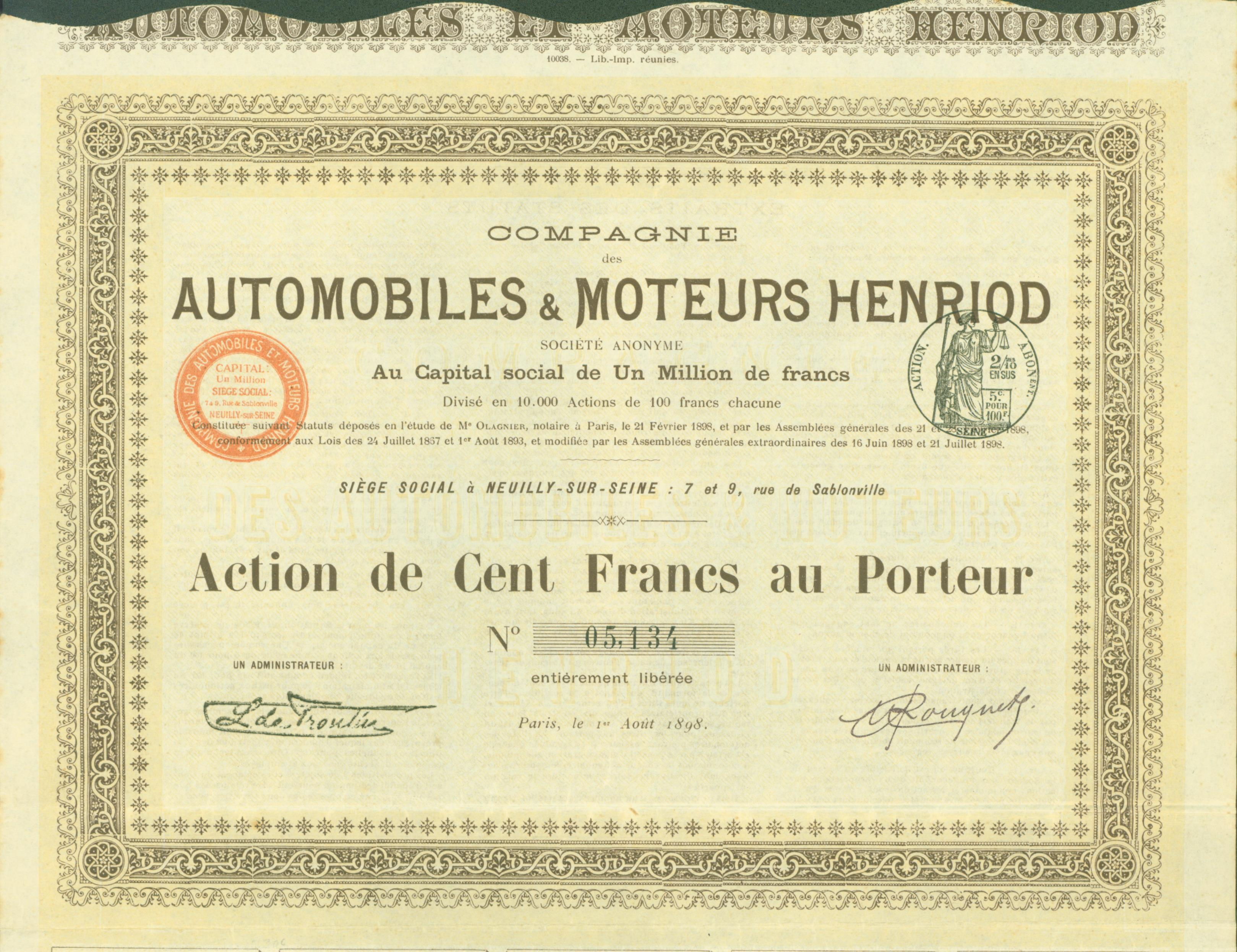
Aktie über 100 Francs der Compagnie des Automobiles & Moteurs Henriod S. A. vom 1. August 1908

Henriod et Cie war ein französischer Hersteller von Automobilen.

## Unternehmensgeschichte
Charles-Edouard Henriod, der zuvor einer der Inhaber bei Henriod Frères war, gründete 1898 in Neuilly-sur-Seine das Unternehmen zur Produktion von Automobilen. 1908 endete die Produktion.

## Fahrzeuge
Zunächst gab es das Modell 4 CV Duc, ein Zweisitzer mit einem Einzylindermotor, der 4 PS leistete. 1898 kamen Fahrzeuge mit einem liegenden 6 PS-Zweizylindermotor hinzu, der über der Hinterachse montiert war. Die Zylinder waren gegenläufig liegend angeordnet. Hierfür waren verschiedene Karosserieaufbauten wie Wagonnette, Vis-à-vis oder Omnibus erhältlich. 1899 erhielten die Modelle eine modernere Frontpartie.
1902 folgten die Modelle 6 CV Simplon mit Einzylindermotor und 12 CV mit Zweizylindermotor.
1903 kam das Modell 24 CV mit Vierzylindermotor dazu. 1903 nahmen vier Henriod-Wagen verschiedener Typen am wichtigsten Rennen des Jahres teil, dem (in Bordeaux abgebrochenen) Autorennen Paris–Madrid; Gosset (#93) und Deniot (#102) auf einem 24 CV, Provost (#161) auf einem 12 CV und Darzens (#314) auf einem 40 CV Rennwagen. Nur Deniot erreichte Bordeaux und wurde 98. in der Gesamtwertung und 23. in der Klasse Voitures légères (leichte Wagen bis 650 kg).
1906 erschien der 32 CV mit einem luftgekühlten Vierzylindermotor.

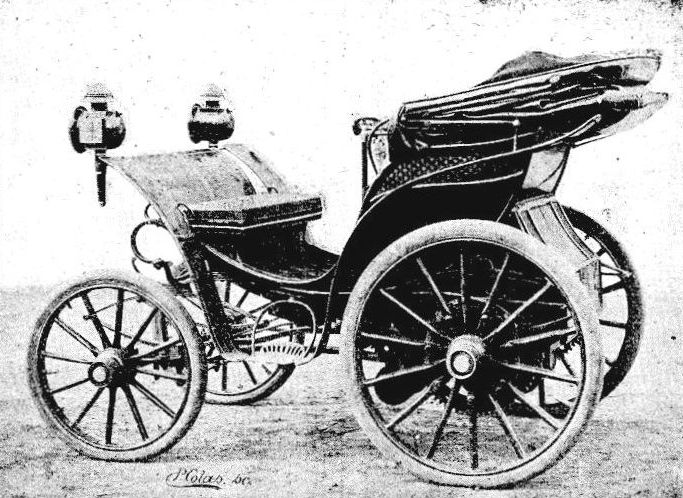
4 CV Duc (1898)
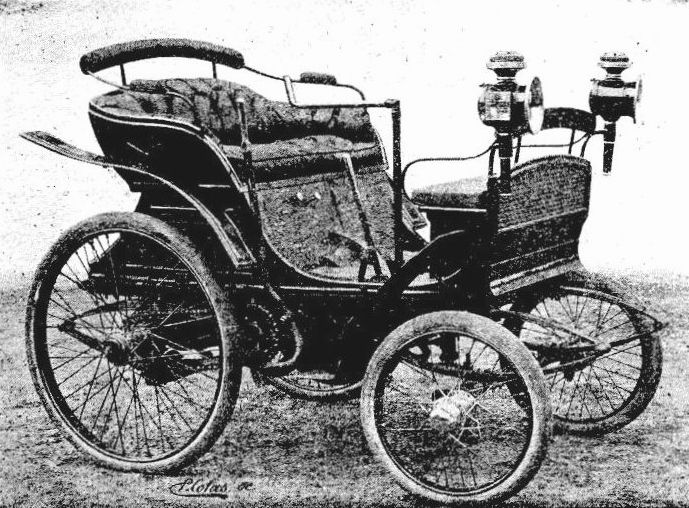
6 CV Vis-à-vis (1898)
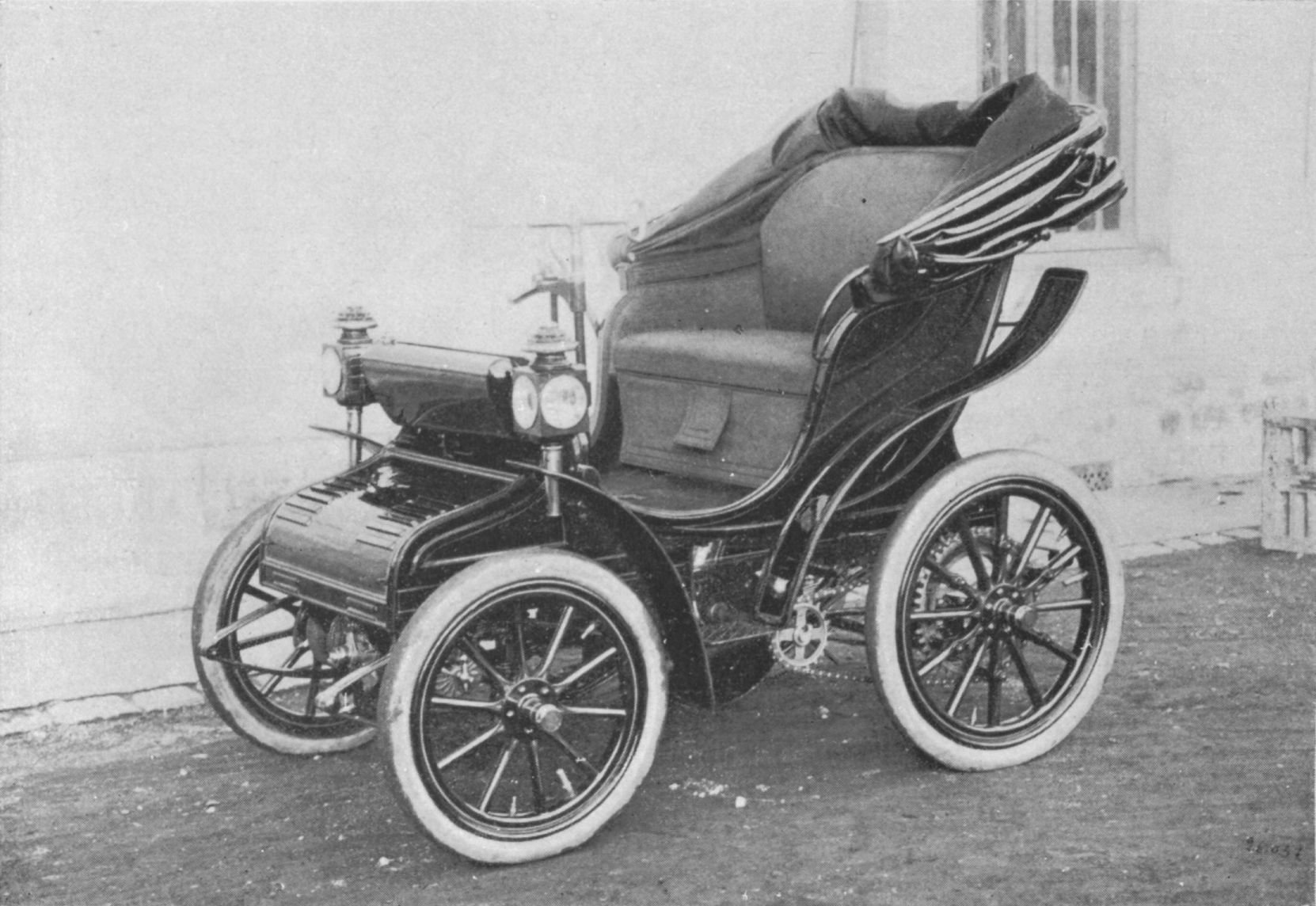
4 CV Duc (1899)
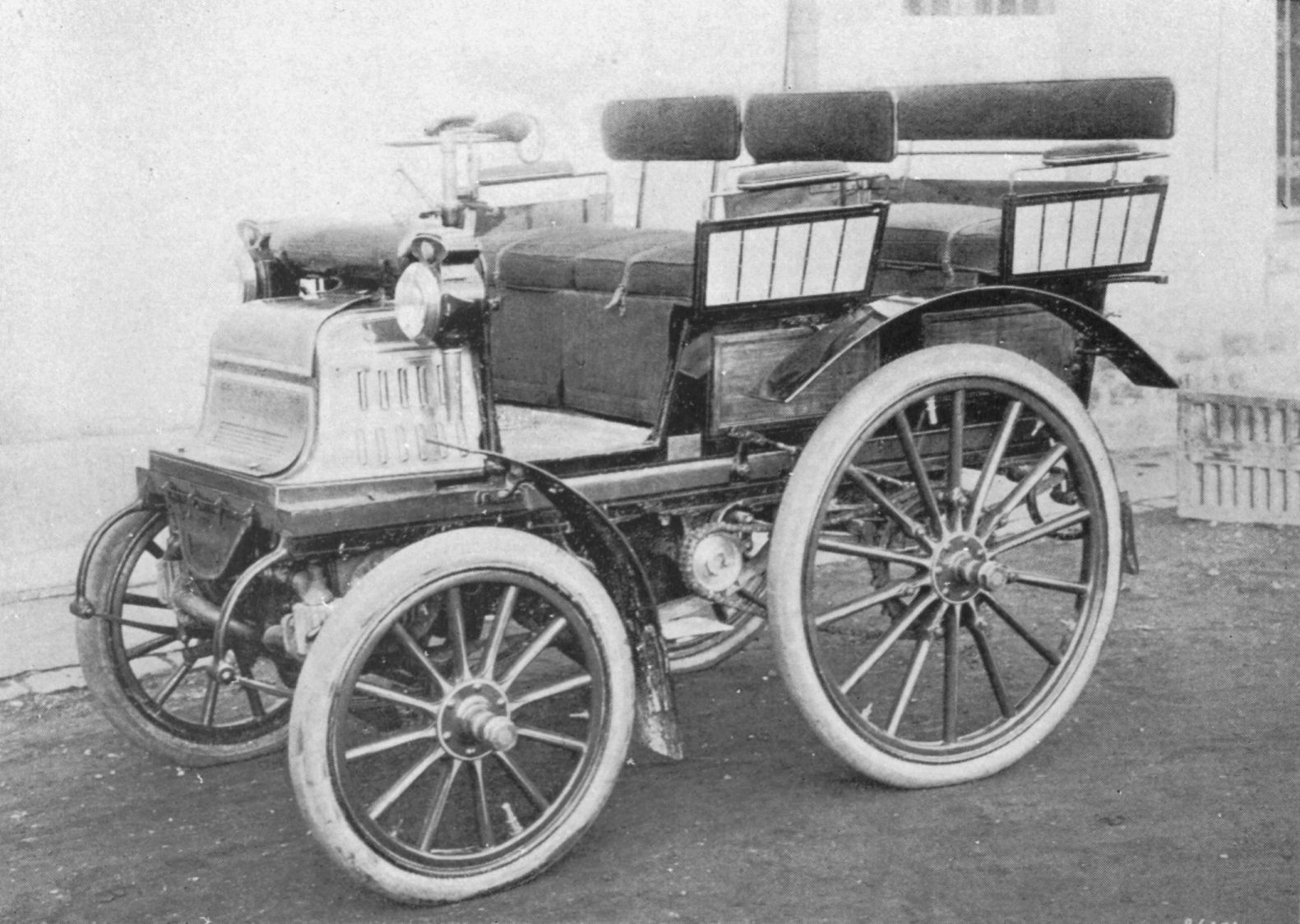
6 CV Wagonnette (1899)
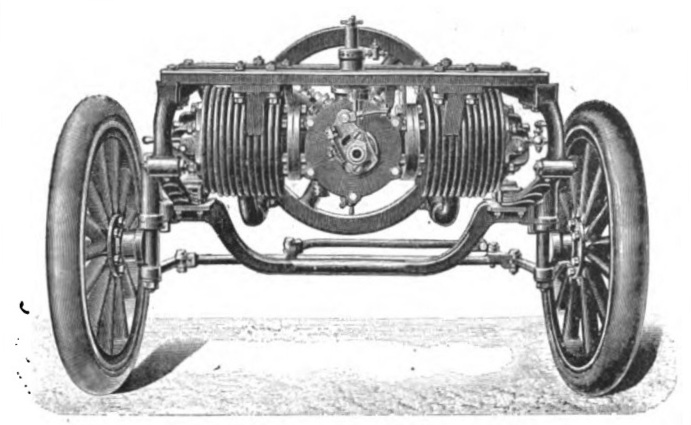
Motor 6 CV 2 Zyl. (1899)
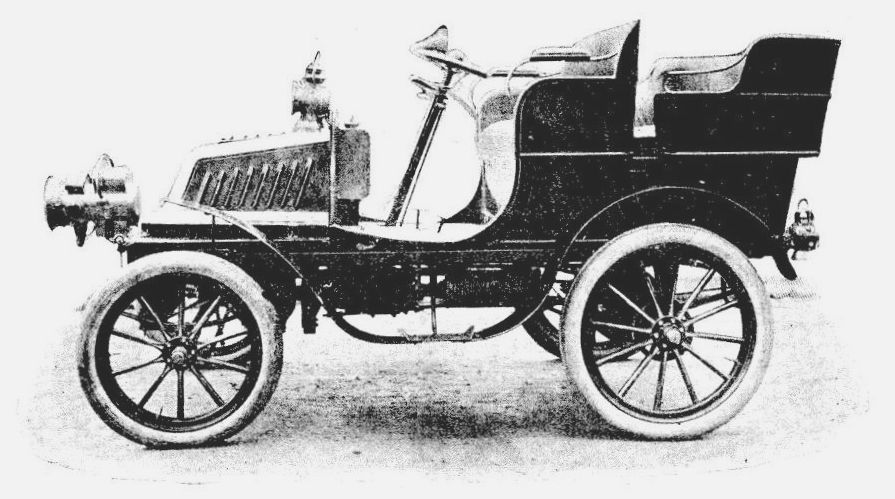
6-12 CV (1902)
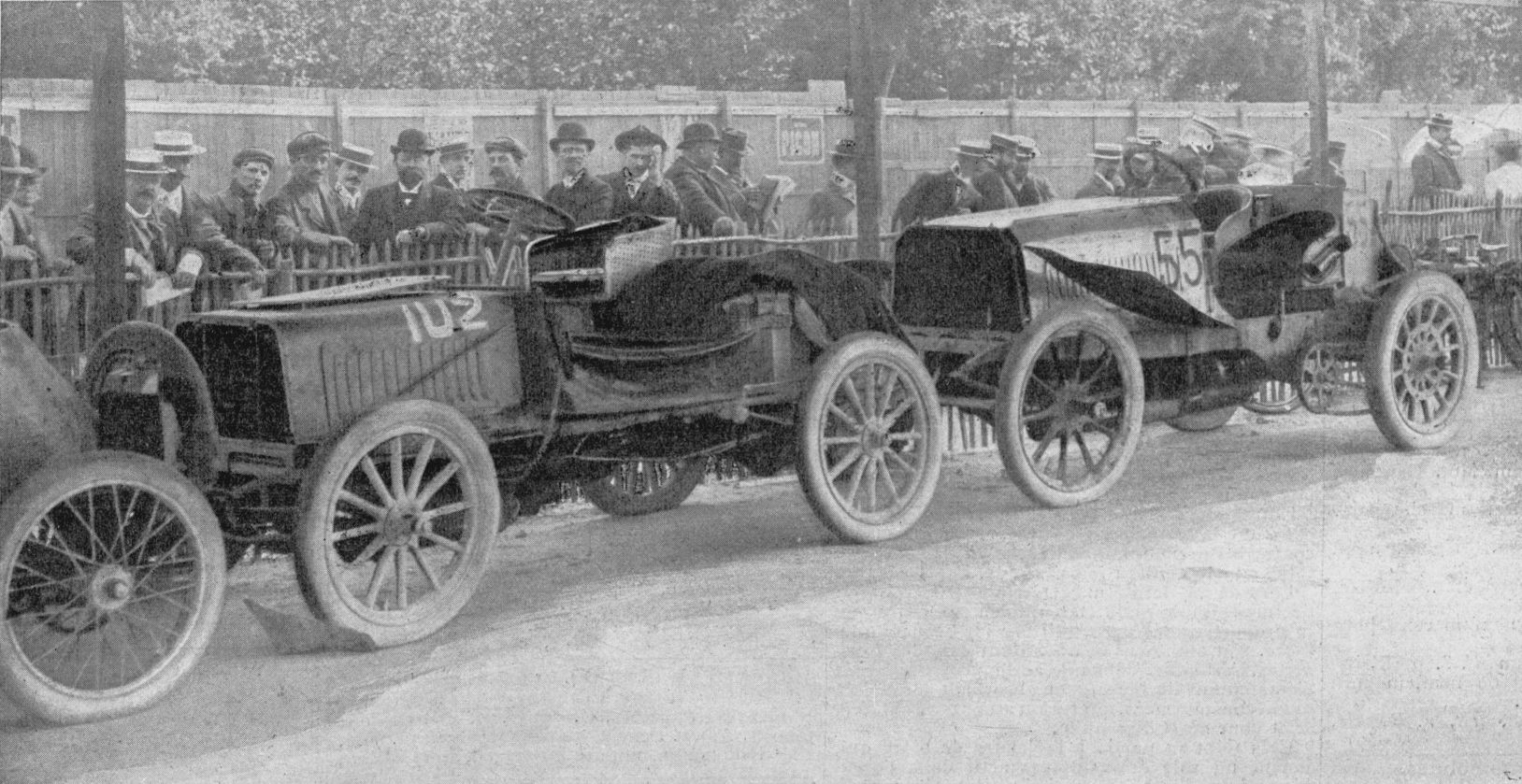
24 CV (1903 Paris-Madrid, Deniot no.102)
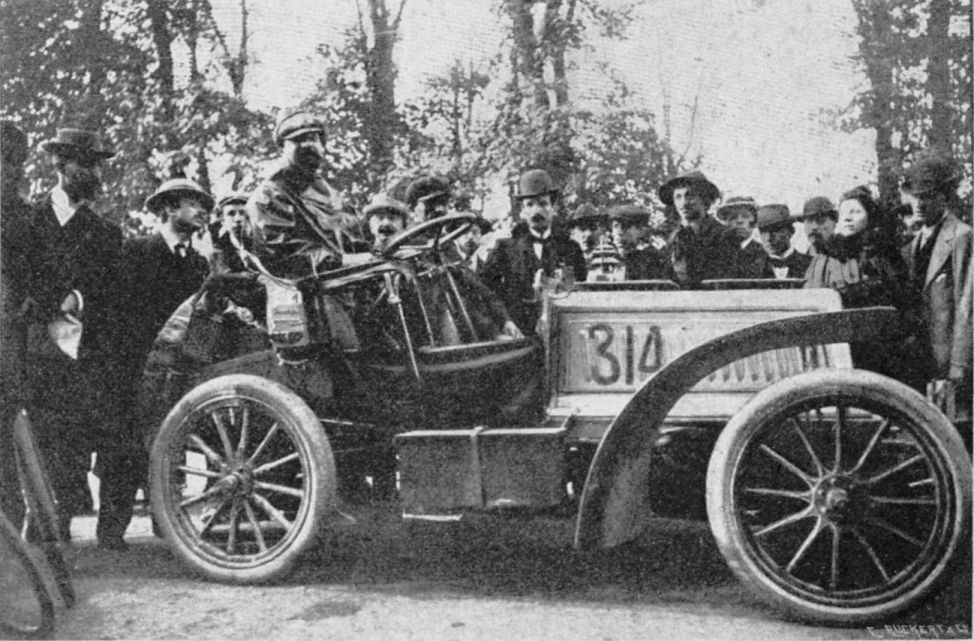
40 CV (1903 Paris-Madrid, Darzens no.314)